# Бломберген, Николас
Никола́с Бломбе́рген (нидерл. Nicolaas Bloembergen; 11 марта 1920, Дордрехт, Нидерланды — 5 сентября 2017, Тусон, США) — американский физик нидерландского происхождения. 
Лауреат Нобелевской премии по физике (1981, совместно с Артуром Шавловым) и других наград, член Национальной академии наук США (1960), Национальной инженерной академии США (1984) и многих других научных обществ.

## Краткая биография
Бломберген уехал из разрушенной во Второй мировой войне Голландии в 1945 году с целью осуществить исследования для получения степени кандидата наук. За шесть недель до его прибытия профессор Гарвардского университета Э. М. Парселл (совместно со своими аспирантами Торри и Паундом) открыл явление ядерного магнитного резонанса. Бломбергена наняли для разработки первого аппарата для ЯМР. Во время учёбы в Гарварде он посещал лекции Швингера, Ван Флека и Кембла. Свою диссертацию он подал на защиту как в Лейдене, так и в Гарварде. Степень доктора он получил в 1948 году в Лейденском университете. После недолгой работы постдоком в Голландии он перешёл в Гарвард и был принят младшим членом в почётное Общество сотрудников Гарварда (Harvard Society of Fellows) в 1949 году и доцента (assistant professor) в 1951 году.
В 1958 году он становится натурализованным гражданином США.
В 1978 году он награждается медалью Лоренца. В 1981 году Бломберген (совместно с А. Л. Шавлов и К. Сигбаном) был удостоен Нобелевской премии по физике «за вклад в развитие лазерной спектроскопии». Бломберген и Шавлов исследовали вещество, детекция которого без лазеров была бы невозможна. До этого Бломберген модифицировал мазер Чарлза Таунса. С 2001 года Бломберген работал в университете Аризоны.
Бломберген продолжил академическую линию нобелевских лауреатов, начавшуюся с лорда Рэлея (Нобелевская премия по физике за 1904 год), со следующими затем Дж. Дж. Томсоном (Нобелевская премия по физике за 1906 год), Эрнестом Резерфордом (Нобелевская премия по химии за 1908 год), Оуэном Ричардсоном (Нобелевская премия по физике за 1928 год) и наставником Бломбергена — Эдвардом Парселлом (Нобелевская премия по физике за 1952 год). Также на него оказали влияние Джон Ван Флек (Нобелевская премия по физике за 1977 год) и Перси Бриджмен (Нобелевская премия по физике за 1946 год).
В 1992 году Бломберген подписал «Предупреждение человечеству».

## Награды и отличия
- Член-корреспондент Королевской академии наук в Амстердаме, 1956
- Член Американской академии наук и искусств, 1956
- Стипендия Гуггенхайма, 1957
- Премия Оливера Бакли от Американского физического общества, 1958
- Премия Морриса Либманна от Института радиоинженеров, 1959
- Член Национальной академии наук США, 1960
- Медаль Стюарта Баллантайна от Института Франклина в Филадельфии, 1961
- Национальная научная медаль от президента США, 1974
- Иностранный почётный член Индийской академии наук в Бангалоре, 1978
- Медаль Лоренца от Королевской академии наук, Амстердам, 1978
- Медаль Фредерика Айвса от Американского оптического общества, 1979
- Иностранный член Французской академии наук, 1981[7]
- Почётный учёный университета Фон Гумбольта, 1980
- Медаль почёта IEEE, 1983
- Член Леопольдины, 1983[8]
- Член Национальной инженерной академии США, 1984
- Доктор honoris causa МГУ им. Ломоносова, 1996 или 1997

## Избранные публикации
Книги
- Bloembergen N. Nuclear Magnetic Relaxation. — Springer, 1948.
- Bloembergen N. Nonlinear Optics: A Lecture Note. — W. A. Benjamin, 1965. Русский перевод: Бломберген Н. Нелинейная оптика. — М.: Мир, 1966.

Статьи
- Bloembergen N., Purcell E.M., Pound R.V. Relaxation Effects in Nuclear Magnetic Resonance Absorption // Physical Review. — 1948. — Vol. 73. — P. 679—712. — doi:10.1103/PhysRev.73.679.
- Bloembergen N. On the interaction of nuclear spins in a crystalline lattice // Physica. — 1949. — Vol. 15. — P. 386—426. — doi:10.1016/0031-8914(49)90114-7.
- Bloembergen N. Proposal for a New Type Solid State Maser // Physical Review. — 1956. — Vol. 104. — P. 324—327. — doi:10.1103/PhysRev.104.324.
- Bloembergen N. Proton Relaxation Times in Paramagnetic Solutions // Journal of Chemical Physics. — 1957. — Vol. 27. — P. 572—573. — doi:10.1063/1.1743771.
- Bloembergen N., Shapiro S., Pershan P.S., Artman J.O. Cross-Relaxation in Spin Systems // Physical Review. — 1959. — Vol. 114. — P. 445—459. — doi:10.1103/PhysRev.114.445.
- Bloembergen N., Morgan L.O. Proton Relaxation Times in Paramagnetic Solutions. Effects of Electron Spin Relaxation // Journal of Chemical Physics. — 1961. — Vol. 34. — P. 842—850. — doi:10.1063/1.1731684.
- Armstrong J.A., Bloembergen N., Ducuing J., Pershan P.S. Interactions between Light Waves in a Nonlinear Dielectric // Physical Review. — 1962. — Vol. 127. — P. 1918—1939. — doi:10.1103/PhysRev.127.1918.
- Bloembergen N., Pershan P.S. Light Waves at the Boundary of Nonlinear Media // Physical Review. — 1962. — Vol. 128. — P. 606—622. — doi:10.1103/PhysRev.128.606.
- Shen Y.R., Bloembergen N. Theory of Stimulated Brillouin and Raman Scattering // Physical Review. — 1965. — Vol. 137. — P. A1787—A1805. — doi:10.1103/PhysRev.137.A1787.
- Bloembergen N., Chang R.K., Jha S.S., Lee C.H. Optical Second-Harmonic Generation in Reflection from Media with Inversion Symmetry // Physical Review. — 1968. — Vol. 174. — P. 813—822. — doi:10.1103/PhysRev.174.813.
- Bloembergen N. Laser-induced electric breakdown in solids // IEEE Journal of Quantum Electronics. — 1974. — Vol. 10. — P. 375—386. — doi:10.1109/JQE.1974.1068132.

Статьи в русском переводе
- Бломберген Н. Вынужденное комбинационное рассеяние света // Успехи физических наук. — Российская академия наук, 1969. — Т. 97, вып. 2. — С. 307—352. — doi:10.3367/UFNr.0097.196902d.0307.
- Бломберген Н. Нелинейная оптика и спектроскопия: Нобелевская лекция // Успехи физических наук. — Российская академия наук, 1982. — Т. 138, вып. 2. — С. 185—203. — doi:10.3367/UFNr.0138.198210a.0185.